# نور ديفيس
نور ديفيس (بالإنجليزية: Noor Davis)‏ هو لاعب كرة قدم أمريكية أمريكي، ولد في 15 ديسمبر 1994 في لوس أنجلوس في الولايات المتحدة.